# Imposibilismo
El imposibilismo es una teoría marxista que enfatiza el valor limitado de las reformas políticas, económicas y sociales en el capitalismo. Como doctrina, el imposibilismo considera que la búsqueda de tales reformas es contraproducente para lograr el objetivo del socialismo, ya que estabilizan y, por lo tanto, fortalecen el apoyo al capitalismo. Los imposibilistas sostienen que las reformas al capitalismo son irrelevantes o completamente contraproducentes para lograr el socialismo y no deberían ser un foco principal de la política socialista.
Los imposibilistas insisten en que los socialistas deberían centrarse principalmente únicamente en los cambios estructurales (a veces denominados "cambios revolucionarios") en la sociedad en lugar de promover reformas sociales. Los imposibilistas argumentan que la acción revolucionaria espontánea es el único método viable para instituir los cambios estructurales necesarios para la construcción del socialismo; Tal imposibilidad se mantiene así en contraste con los partidos socialistas reformistas que tienen como objetivo reunir apoyo para el socialismo a través de la implementación de reformas sociales populares (como un estado de bienestar). También se sostiene en contraste con aquellos que creen que el socialismo puede surgir a través de reformas económicas graduales implementadas por un partido político socialdemócrata electo. 
El imposibilismo es lo opuesto a "posibilismo" e "inmediatísmo". El posibilismo y el inmediatismo se basan en un camino gradual hacia el socialismo y un deseo por parte de los socialistas de ayudar a mejorar los males sociales de inmediato a través de programas prácticos implementados por las instituciones existentes, incluidos los sindicatos y la política electoral, restando así énfasis al objetivo final de construir una sociedad socialista. Esta posición se justifica por el hecho de que los socialistas que abrazaron el posibilismo sonaban y actuaban de forma poco diferente a los reformadores no socialistas en la práctica. Los movimientos imposibilistas también están asociados con el antileninismo en su oposición tanto al vanguardismo como al centralismo democrático.
- Datos: Q3247212